# Larry Nassar
Lawrence Gerard Nassar (Farmington Hills, 16 de agosto de 1963) é um molestador de crianças americano condenado em série. Foi o osteopata da equipe nacional da Federação de Ginástica dos Estados Unidos e um osteopata na Universidade Estadual de Michigan.
Os atos criminosos de agressão sexual de Nassar foram a base do escândalo de abuso sexual da Federação de Ginástica dos Estados Unidos, em que ele foi acusado de molestar pelo menos 250 meninas e mulheres jovens e um jovem, incluindo várias ginastas olímpicas famosas, desde 1992. Ele admitiu pelo menos dez das acusações.
Em julho de 2017, Nassar foi condenado a 60 anos de prisão federal depois de se declarar culpado de acusações de pornografia infantil. Em 24 de janeiro de 2018, Nassar foi condenado a 40 a 175 anos em uma prisão estadual de Michigan após se declarar culpado de sete acusações de agressão sexual de menores. Em 5 de fevereiro de 2018, ele foi condenado a mais 40 a 125 anos de prisão após se declarar culpado de mais três acusações de agressão sexual. Suas sentenças federais e estaduais devem ser consecutivas.

## Vida pessoal
Nassar nasceu em 16 de agosto de 1963, em Farmington Hills, Michigan, filho de Fred Nassar (1925-2000) e Mary Nassar. Em 1978, ele começou a trabalhar como treinador esportivo de estudantes com a equipe de ginástica feminina da North Farmington High School. Ele havia recebido a tarefa por recomendação de seu irmão mais velho, Mike, que era um treinador esportivo na escola. Nassar se formou na North Farmington High School em 1981.
Ele passou a estudar cinesiologia na Universidade de Michigan, onde obteve seu diploma de graduação em 1985. Durante esse tempo, ele trabalhou com as equipes de futebol e atletismo da universidade.
Casou-se com Stephanie Lynn Anderson em 19 de outubro de 1996, na Igreja Católica St. John em East Lansing. O casal tem duas filhas e um filho. 
Foi concedida um divórcio para Stephanie Nassar de seu marido afastado em julho de 2017 e ganhou a custódia total dos três filhos. No momento de sua prisão por agentes federais em dezembro de 2016, Nassar morava em Holt, Michigan.
Apesar das acusações de crimes sexuais que foram tornados públicos contra ele, Nassar ainda decidiu concorrer ao conselho escolar de Holt em 2016; ele recebeu 21% dos votos.

## Condenação
Após a condenação de Nassar, mais de 150 processos federais e estaduais foram movidos contra ele, a Universidade Estadual de Michigan, o Comitê Olímpico dos EUA, a Ginástica dos EUA e o Clube de Ginástica Twistars. Todo o conselho de 18 membros da Federação de Ginástica dos Estados Unidos (incluindo Steve Penny) apresentou suas demissões. A presidente da MSU, Lou Anna Simon, pediu demissão junto com o diretor de esportes da MSU, Mark Hollis. Pessoas adicionais também estão sob escrutínio.
Os crimes de Nassar na Universidade Estadual de Michigan e na Federação de Ginástica dos Estados Unidos foram comparadas com a atividade pedófila de Jerry Sandusky na Universidade Estadual da Pensilvânia. Em cada caso, erros foram cometidos quando as autoridades "viraram para o outro lado" ou tentaram esconder as atividades de um molestador de crianças em vez de imediatamente entrar em contato com as autoridades.
A Universidade Estadual de Michigan concordou em pagar US$ 500 milhões para 332 supostas vítimas de Nassar, resolvendo processos movidos pelas vítimas. É a maior quantia de dinheiro da história estabelecida por uma universidade para um caso de abuso sexual.
Em 9 de julho de 2023, Nassar foi esfaqueado várias vezes por outro detento em uma prisão federal na Flórida. Ele estava em condição estável um dia após ser esfaqueado nas costas e no peito.